# 적량초등학교 영신분교
적량초등학교 영신분교는 경상남도 하동군 적량면 황금길 42 (동산리)에 있었던 초등학교이다.

## 연혁
- 1962.11.03 설립인가
- 1963.07.15 적량국민학교 영신분교장 개교
- 1996.03.01 적량초등학교 영신분교장 개칭
- 1997.09.01 학교 급식소 설치
- 2007.03.01 본교로 통폐합